# Desa Karangharja (administrativ by i Indonesien, lat -7,18, long 107,12)
Desa Karangharja är en administrativ by i Indonesien.   Den ligger i provinsen Jawa Barat, i den västra delen av landet, 110 km söder om huvudstaden Jakarta.